# Дома 1143 км
Дома 1143 км — населённый пункт без официального статуса в Глазовском районе Удмуртии. Входит в состав Кожильского сельского поселения.

## География
Располагается в северной части республики, у населённых пунктов Кожиль, Дзякино.
Улица одна: Энергетиков

## Население
| 2010 | 2012 |
| ---- | ---- |
| 71   | ↗73  |

Численность постоянного населения деревни составляет 100 человек (2007).

## Инфраструктура
Путевое хозяйство.

## Транспорт
Автомобильный и железнодорожный транспорт.
Действовала Дзякинская узкоколейная железная дорога. Проходит железнодорожная ветка Кировского региона Горьковской железной дороги.